# Jiří Šimáně (skaut)
Jiří Šimáně (24. ledna 1926, Praha – 11. listopadu 1975, Miskolezy) byl východočeský speciální pedagog a skaut. Jeho skautská přezdívka zněla Šíp. V letech 1945–1949 a 1968–1970 byl okresním velitelem Junáka na Náchodsku. Zasloužil se o rozvoj skautingu ve východních Čechách.
Vystudoval speciální defektologii a na základní škole v Hořičkách byl průkopníkem práce s neslyšícími. Komunistický režim jej za jeho politické názory perzekvoval, byl sledován Státní bezpečností a zbaven možnosti působit ve školství. Zemřel tragickou smrtí za podivných okolností v cihelně v Miskolezích, kam byl přeložen jako topič.

## Životopis
Narodil se v Praze, vyrůstal nejprve v Prachaticích a od roku 1937 v Náchodě. Zde absolvoval nižší stupeň gymnázia a mezi lety 1937 a 1940 byl členem 2. oddílu Junáka (až do jeho zákazu nacisty). Z kvarty přestoupil na učitelský ústav v Chrudimi, kde v roce 1945 odmaturoval.
Po osvobození Československa znovu založil v Náchodě 2. oddíl, stal se jeho vedoucím a nejmladším okrskovým velitelem Junáka na Náchodsku. Učil na základní škole v Bohdašíně u Červeného Kostelce.
Před oslavami 1. máje 1951 se na místním národním výboru v Bohdašíně otázal, proč jsou při těchto oslavách vyvěšovány i sovětské vlajky a hrána sovětská hymna. Z tohoto důvodu byl k 31. srpnu 1951 propuštěn ze školství pro politickou nespolehlivost a do roku 1960 pracoval v dělnických profesích, např. na výkopových pracích při stavbě vodní nádrže Rozkoš. V květnu 1957 zaslal řediteli základní školy v České Skalici dopis propagující skautskou výchovu mládeže, za což byl odsouzen náchodským soudem k šestiměsíčnímu podmíněnému trestu za trestný čin hanobení republiky.
V roce byl 1960 jemu a jeho ženě Vlastě ředitelem základní školy pro neslyšící na Hořičkách nabídnut pracovní poměr. Oba v Praze následně dálkově vystudovali speciální defektologii, získali titul "promovaný pedagog" a stali se uznávanými kapacitami v oboru.
V roce 1968 pomáhal Jiří při druhé obnově Junáka v České Skalici i náchodském okrese, organizoval skautské družiny i pro neslyšící děti. Při srpnové okupaci řídil tamější protestní akce. Při opětovném rozpuštění Junáka na podzim 1970 odmítl s českoskalickým střediskem přestoupit do Pionýra. Naopak organizoval ilegální skautské akce, například silvestrovská setkání na Junácké vyhlídce u Řeřišného. V roce 1972 a 1973 vedl tábory pro neslyšící děti pod hlavičkou Červeného kříže, kde vytvořil publikaci Hry pro neslyšící a prakticky ji vyzkoušel.
V roce 1973 byl propuštěn z pracovního poměru v Hořičkách a nastoupil do zvláštní školy v Chroustovicích, odkud byl o rok později rovněž propuštěn. Pracoval poté jako topič v cihelně v Miskolezích. Byl sledován Státní bezpečností.
Ráno 11. listopadu 1975 byl v cihelně nalezen mrtvý u vrat kotelny. Policejní vyšetřování konstatovalo prasklou aortu v důsledku nadměrné námahy, jeho rodina je však přesvědčena, že šlo o zakamuflovanou vraždu, jak má dokládat nevysvětlená tržná rána na hlavě, ztráta jeho aktovky a přítomnost neznámého auta u cihelny v průběhu noci.

## Dílo
- Hry pro neslyšící (1972)
- Údolí zelených plamenů a Pohádky z Jestřebích hor (2007)[8]